# Staiti
Staiti ist eine italienische Stadt in der Metropolitanstadt Reggio Calabria in Kalabrien mit 174 Einwohnern (Stand 31. Dezember 2023).

## Lage und Daten

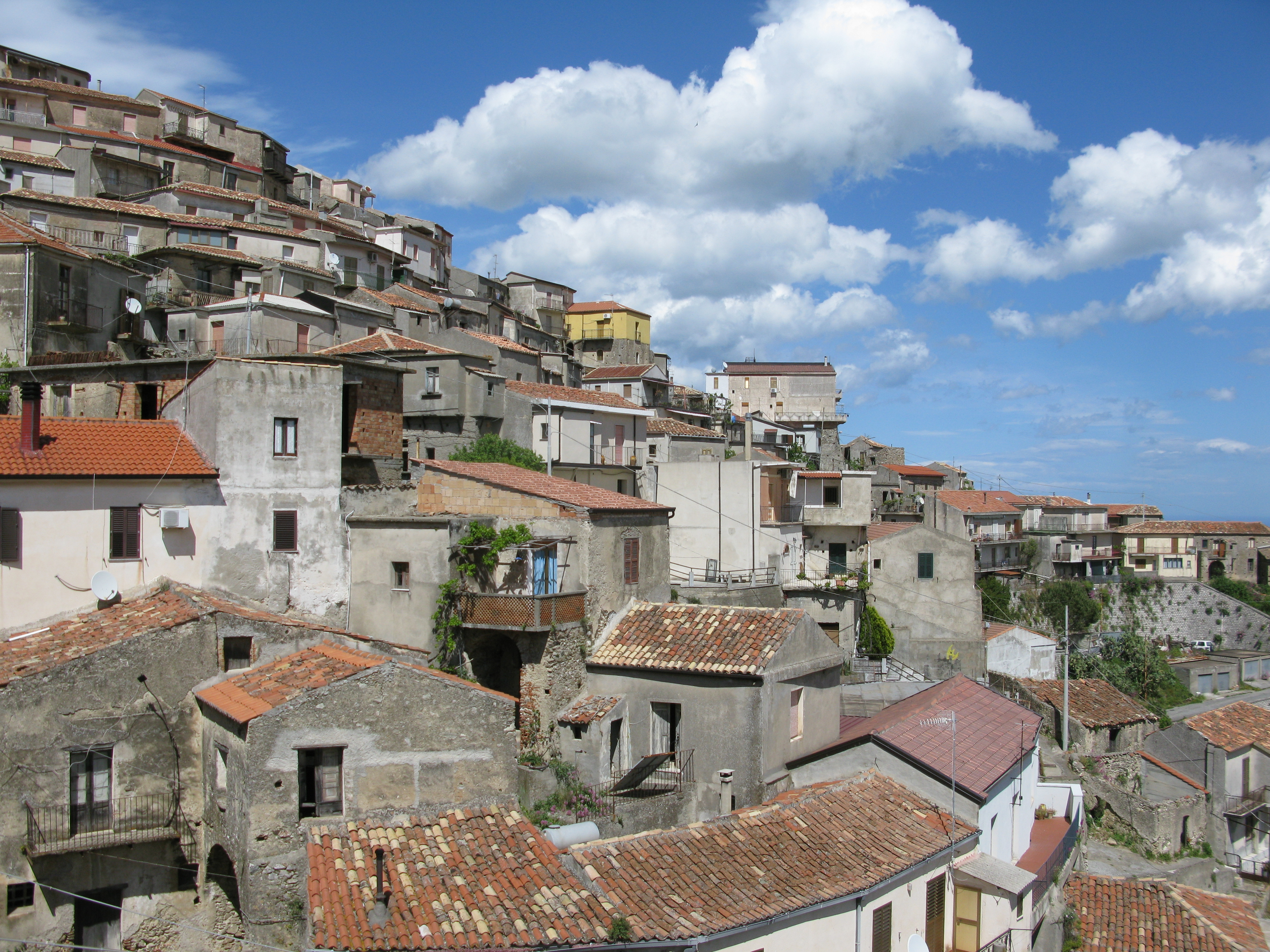
Panorama

Staiti liegt 75 km östlich von Reggio Calabria am Südosthang des Aspromonte. Die Nachbargemeinden sind Africo, Bova, Brancaleone, Bruzzano Zeffirio und Palizzi. Der Ort besteht aus den beiden Ortsteilen Tridetti und Farcò.

## Sehenswürdigkeiten
Im Ort steht eine Kirche, die im Ursprung aus dem Mittelalter stammt. Sie wurde im 18. Jahrhundert wiederhergestellt.
Außerhalb des Ortes steht die Ruine der romanisch-normannischen Kirche Santa Maria di Tridetti, sie wurde im Ursprung im 11. Jahrhundert errichtet. Die Kirche gehörte zu einem Basilianerkloster. Die Kirche ist nach Osten gerichtet und in drei Schiffe geteilt.